# Courtemaîche
Courtemaîche (toponimo francese) è una frazione di 630 abitanti del comune svizzero di Basse-Allaine, nel Canton Giura (distretto di Porrentruy).

## Storia

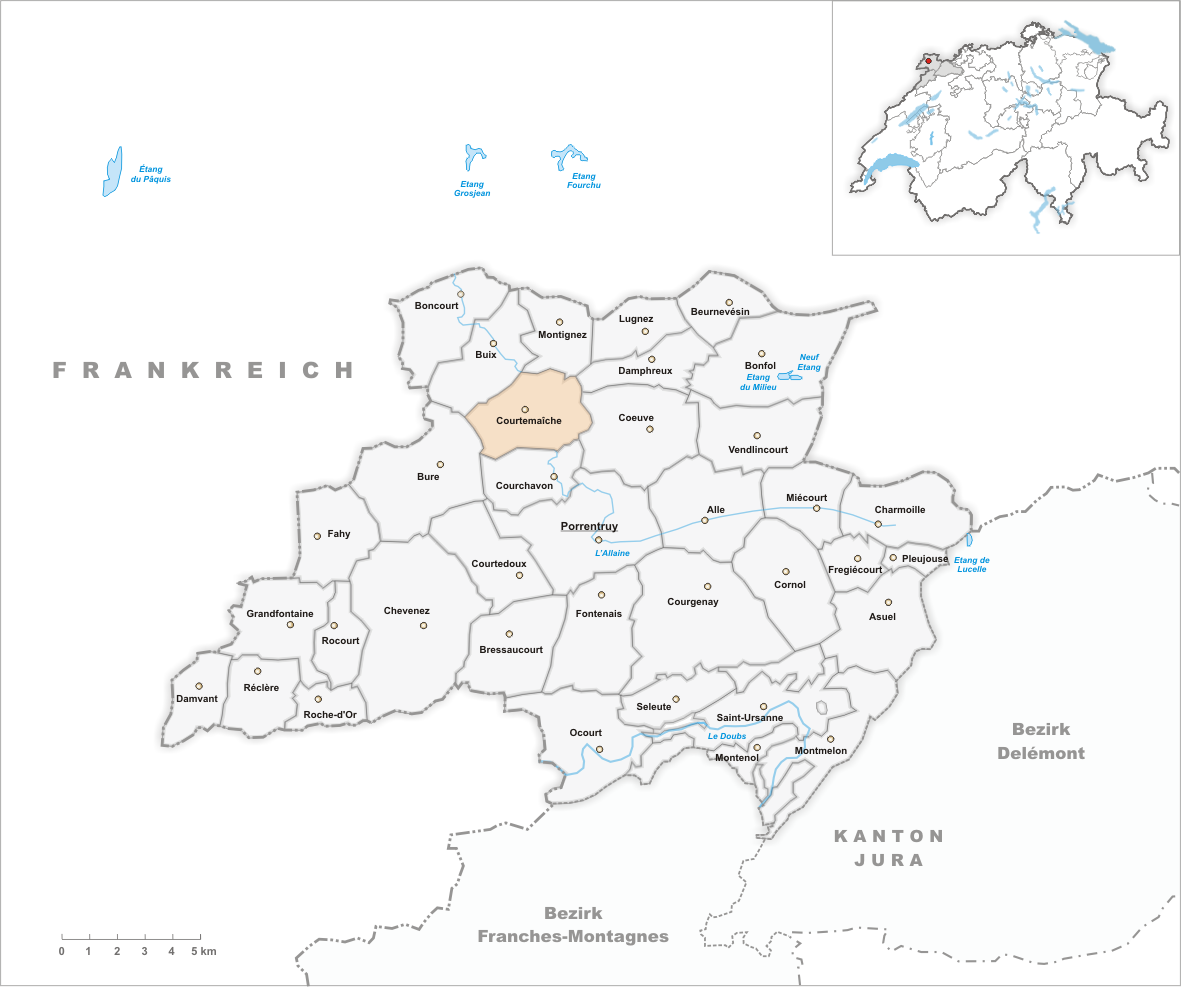
Il territorio del comune di Courtemaîche prima degli accorpamenti comunali del 2009

Già comune autonomo che si estendeva per 8,94 km², il 1º gennaio 2009 è stato accorpato agli altri comuni soppressi di Buix e Montignez per formare il nuovo comune di Basse-Allaine, del quale Courtemaîche è il capoluogo.

## Monumenti e luoghi d'interesse

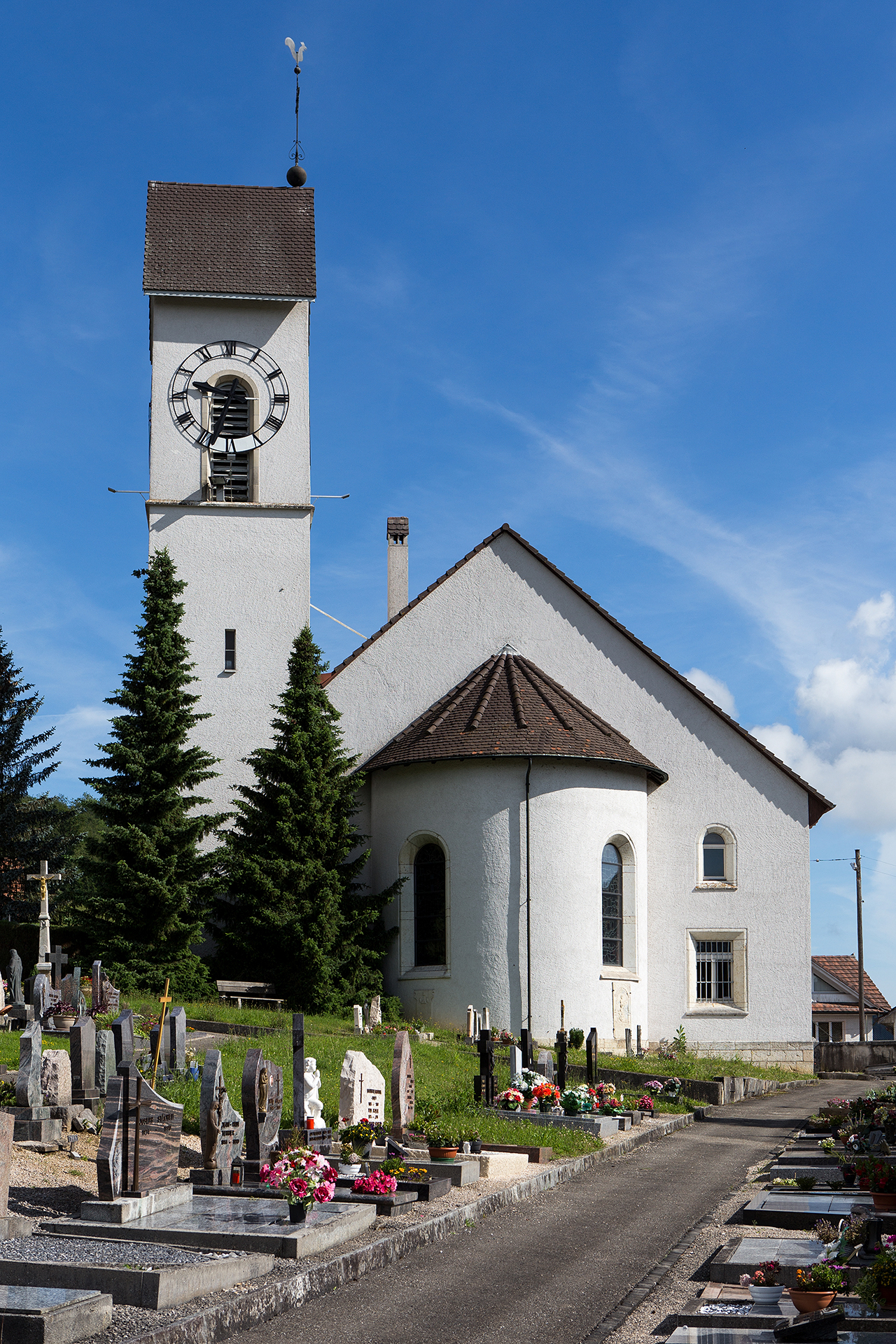
La chiesa dei Santi Timoteo e Sinforio

- Chiesa cattolica dei Santi Timoteo e Sinforio, eretta nel 1627 e ricostruita nel 1855[1].

## Società

### Evoluzione demografica
L'evoluzione demografica è riportata nella seguente tabella:
Abitanti censiti

## Infrastrutture e trasporti

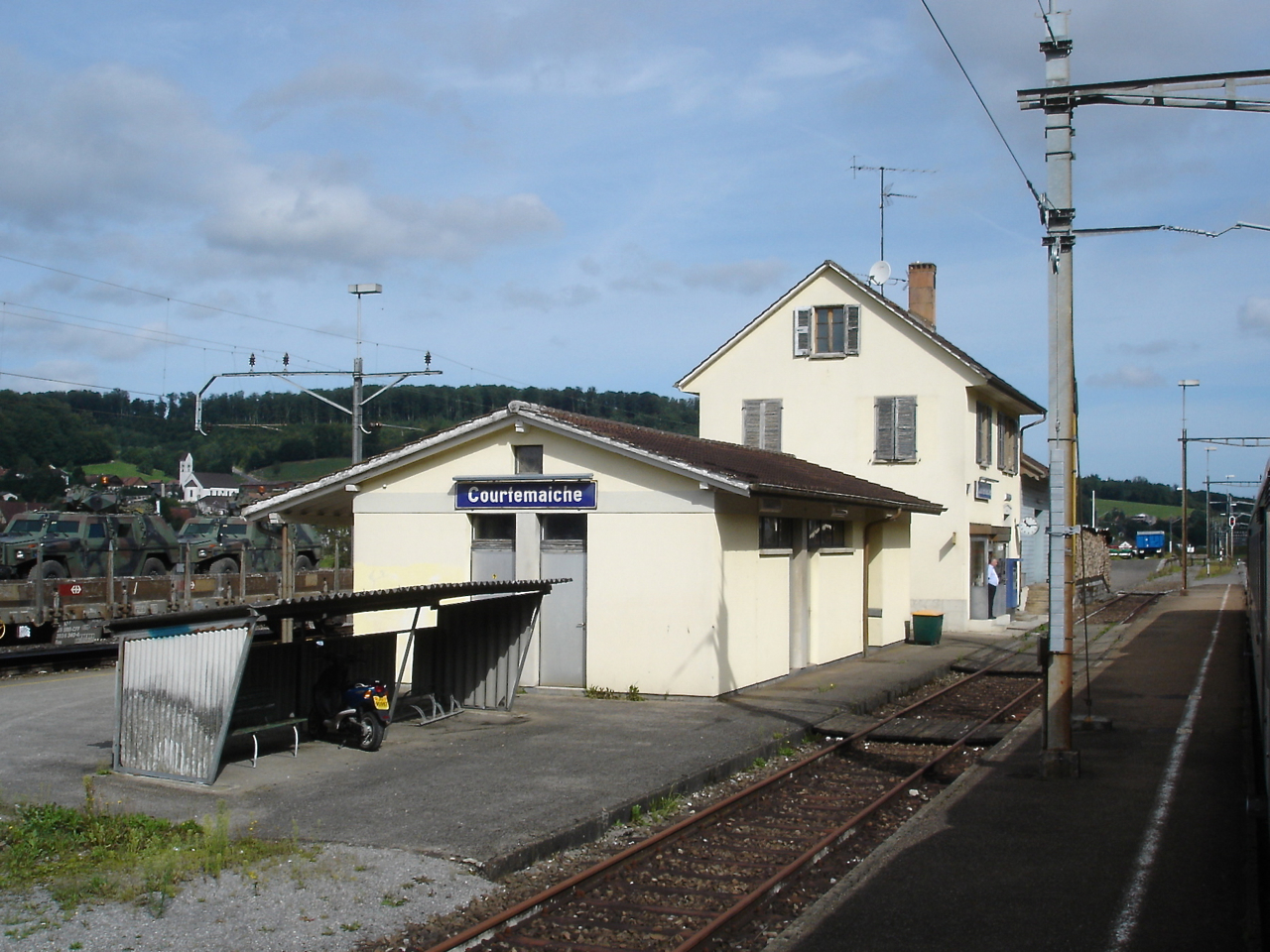
La stazione di Courtemaîche

Courtemaîche è servito dall'omonima stazione sulla ferrovia Delémont-Delle.

## Amministrazione
Comune politico e comune patriziale erano uniti nella forma del commune mixte.